# San Francisco Police Department
San Francisco Police Department (SFPD) é a corporação policial que serve à cidade e ao condado de São Francisco, Califórnia, Estados Unidos e do Aeroporto Internacional de São Francisco no Condado de San Mateo. O lema do departamento é o mesmo da cidade e do condado: Oro en paz, fierro en guerra, espanhol para Ouro em paz, ferro na guerra.
O SFPD não deve ser confundido com o Departamento do Xerife de São Francisco, que é outra unidade em São Francisco responsável por repressão policial. O SFPD junto com o Corpo de Bombeiros de São Francisco e o San Francisco Sheriff's Department atendem uma população de 1,2 milhões de pessoas, incluindo os, aproximadamente, 808.976 cidadãos residentes em São Francisco, a população que trabalha diariamente na cidade e milhares de outros visitantes e turistas.

## Direção
O SFPD é dirigido pelo Chefe de Polícia.
Ele é auxiliado por seis chefes adjuntos que dirigem as suas respectivas divisões: Administração, Polícia aeroportuária, Policiamento ostensivo urbano, Investigações policiais, Controle dos transportes municipais e Comissão de serviços públicos.
A SWAT (Special Weapons and Tactics), força de elite do departamento, é bastante conhecida. O seu efetivo é integrado por policiais voluntários, selecionados em toda corporação.

## Distritos policiais

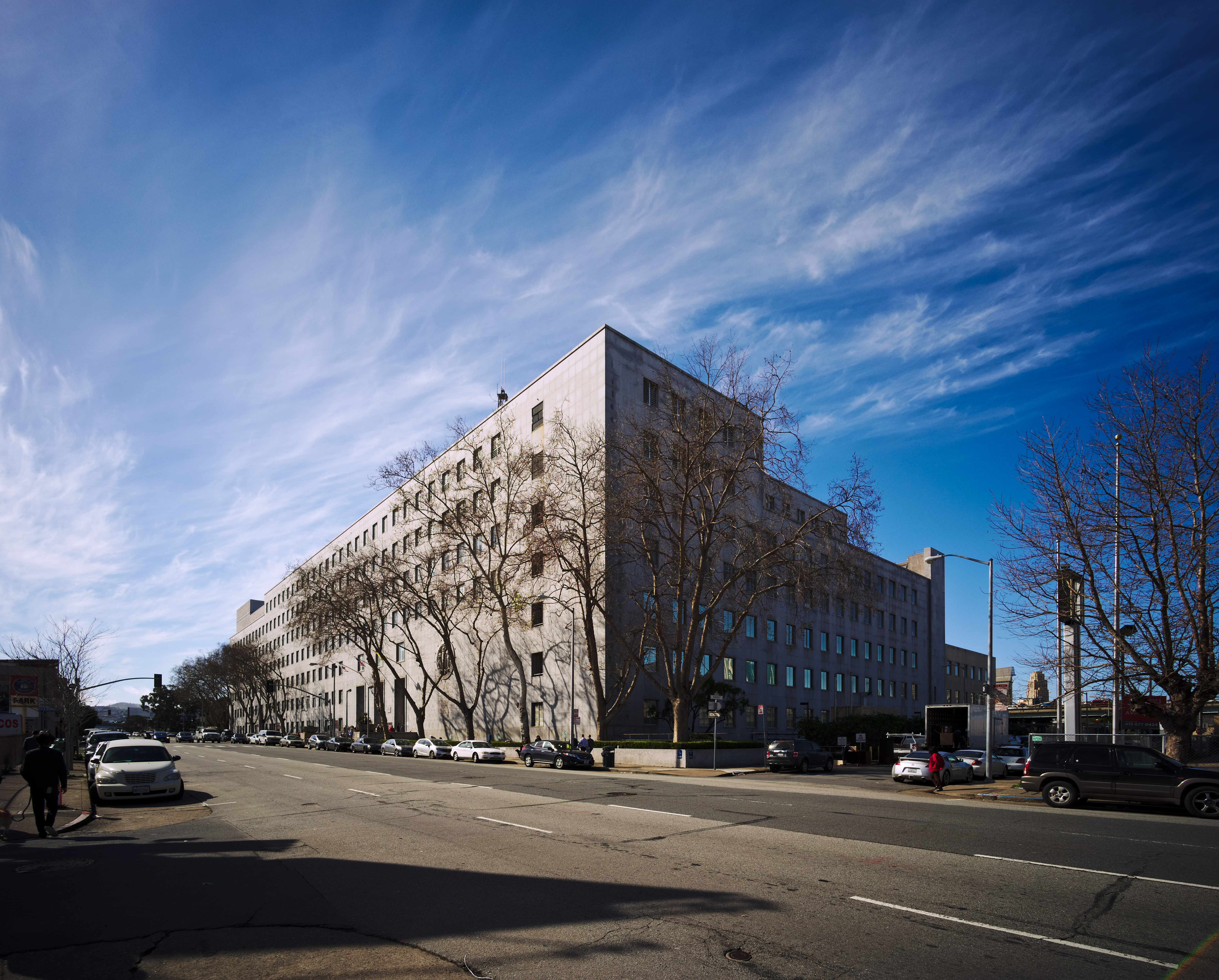
Sede do SFPD Hall of Justice, 850 Bryant Street

A Polícia de São Francisco conta com dez distritos policiais, além de subdistritos.

### Divisão Metro
- 1) Central Station: 766 Vallejo St.

- 2) Mission Station: 630 Valencia St.

- 3) Northern Station: 1125 Fillmore St.

- 4) Southern Station, Hall Of Justice: 850 Bryant St

- 5) Tenderloin Station: 301 Eddy St.

### Divisão Golden Gate
- 6) Bayview Station: 201 Williams Ave.

- 7) Ingleside Station: 1 Sgt. John V. Young Ln.

- 8) Park Station: 1899 Waller Street

- 9) Richmond Station: 461 6th Ave

- 10) Taraval Station: 2345 24th Ave.

### Subdistritos
- 11) San Francisco Police Academy: 350 Amber Dr

- 12) San Francisco International Airport Police: International Terminal

## Carreira policial
| Cargo             | Insígnia |
| ----------------- | -------- |
| Chefe de Polícia  |          |
| Subchefe          |          |
| Chefe Adjunto     |          |
| Comandante        |          |
| Capitão           |          |
| Tenente           |          |
| Sargento          |          |
| Inspetor-detetive |          |
| Agente policial   |          |

## Imagens
- Emblema utilizado nos uniformes
- Selo comemorativo
- Oficiais do SFPD uniformizados
- Oficiais do SFPD em um protesto no Mission District
- Oficial do SFPD em uma bicicleta Trek
- Oficiais da Divisão de Motocicleta da SFPD nas motocicletas Harley-Davidson Road King em Treasure Island (Divisão de Tráfego)
- Viatura Ford Crown Victoria Police Interceptor
- Viatura Ford Crown Victoria Police Interceptor da unidade K-9 da Polícia de São Francisco - 2008
- Viatura Chverolet Tahoe